# Kethobogile Haingura
Kethobogile Haingura, né le 14 décembre 1998, de nationalité botswanaise, est un coureur de moyenne distance.
En 2024, il est devenu champion national sur 1500 mètres.

## Carrière
Un membre du Maun Track and Field Club.
En 2022, il occupe la deuxième place aux championnats nationaux du Botswana en 2022 sur 800 mètres in Francistown.
En mars 2023, il a terminé troisième sur 800 mètres au Golden Grand Prix du Botswana.
En mai 2023, il a terminé deuxième sur 800 mètres et 1500 mètres aux championnats nationaux du Botswana en Gaborone,.
Le 25 juin 2024, il remporte la deuxième place du 800, Précédent l’athlète Kényan  Ngeno Kipngetich aux Championnats d'Afrique d'athlétisme 2024, en  1 min 45 s 54.
En mars 2024, il a abaissé son meilleur niveau personnel sur 800 mètres en 1 min 45s 53 à Tshwane. En mars 2024, Il a remporté le 800 m à la rencontre du grand prix d'athlétisme en Afrique du Sud à Pretoria en mars 2024 avec un temps de 1 min 43s 54.
Le temps a atteint la norme de qualification des Jeux olympiques de Paris de 2024, et était le 800 m le plus rapide jamais couru en Afrique du Sud.
En mai 2024, il a remporté les championnats nationaux du Botswana sur 1500 mètres à Gaborone. Il remporte la médaille d’argent aux Championnat d'Afrique d'athlétisme 2024.

## Palmarès
| Date | Compétition            | Lieu   | Résultat | Epreuve | Temps         |
| ---- | ---------------------- | ------ | -------- | ------- | ------------- |
| 2024 | Championnats d'Afrique | Douala | 2e       | 400 m   | 1 min 45 s 02 |

## Records
| Épreuve | Temps         | Lieu     | Date         |
| ------- | ------------- | -------- | ------------ |
| 800 m   | 1 min 43 s 94 | Pretoria | 18 mars 2024 |

## Voir Aussi